# Lumey (hoorspel)
Lumey is een hoorspel van André Kuyten. De NCRV zond het uit op 3 april 1972. De regisseur was Wim Paauw. De uitzending duurde 51 minuten.

## Rolbezetting
- Frans Somers (Lumey)
- Huib Orizand (Intiema, vriend Lumey)
- Jos van Turenhout (Koppelstok & minderbroeder)
- Frans Vasen (Omal)
- Hans Veerman (Vierijn)
- Paul van der Lek (gardiaan)
- Bert Dijkstra (Pontus van Heuten)
- Eva Janssen (Mayken, geliefde van Lumey)
- Ad Noyons (Cabiljau & minderbroeder)
- Frans Kokshoorn (Treslong & minderbroeder)
- Joop van der Donk (De Rijk & minderbroeder)
- Bert van der Linden (Simonsz & Nicasius)
- Jan Borkus (Rutger Pieck, broer gardiaan)
- Hans Karsenbarg (Thomas Pieck, broer gardiaan)
- Cees Pijpers (Martens, bediende Lumey)

## Inhoud
Willem van der Marck, heer van Lumey (ca. 1543-1578) was een vlootvoogd en legerbevelhebber die admiraal van de watergeuzen werd. In 1572 namen die onder zijn leiding bij verrassing Den Briel in. Daar sloten ze 20 rooms-katholieke minderbroeders en een gardiaan, die zij in Gorkum gevangengenomen hadden, achter de tralies. Lumey probeerde de gevangenen ertoe over te halen hun geloof te verloochenen en het nieuwe geloof aan te nemen. Alleen Pontus van Heuten deed dat en genoot daarom van een voorkeursbehandeling. Die probeerde op zijn beurt de gardiaan te bewegen om voor de vrijheid voor zijn minderbroeders en hemzelf te kiezen door hun geloof te verloochenen, maar het haalde niets uit. Lumey liet zijn gevangenen vervolgens martelen en ophangen...